# Народно читалище „Култура – 1932“
Народно читалище „Култура – 1932“ е читалище в град Кресна, България. Читалището е разположено на улица „Македония“ № 100 и е регистрирано под № 1464 в Министерство на културата на България.
Основано е през 1923 г. под името „Пробуда“ в Крива ливада. Основатели са Борис Въчков, Кирил Ковачев, Петър Корчев, Георги Дулев, Борис Папаньоков, Лазар Димитров, Йордан Тасев, Борис Гигов. Пръв председател на читалището е Димитър Насков. Първоначално няма собствена сграда и се помещава в различни частни къщи. Създава собствена библиотека и театрална трупа, която играе „Блудният син“ на Егон Ранет, „Хъшове“ на Вазов, „Пленникът от Трикери“ на Константин Мутафов и други. Около 1949 година се създава танцова трупа под ръководството на Йордан Чинкаров. Театралната трупа играе „Борсанови“ от Крум Кюлявков, „Грамада“ от Вазов, „Тревога“ от Орлин Василев, „Нонкината любов“ от Ивайло Петров. От 1960 до 1990 година читалището се ръководи от Димитър Серафимов. В 1961 година е основан женски хор с ръководител Костадин Драмалиев, който печели национални отличия. От 1962 година читалището е в собствена сграда с киносалон, учебна зала, библиотека с 25000 тома и офиси. В 1978 година по случай стогодишнината на Кресненско-Разложкото въстание в читалището е уреден музеен кът, посветен на въстанието, който по-късно е обогатен с археологически, етнографски и худжествени материали. В 1988 година е създаден ансамбъла за народни песни и танци „Яне Сандански“, ръководен от Румен Манолов, както и детското театрално студио, начело с Георги Гацов. В 1996 година е създадена мъжка певческа група, начело с Кирил Врабски.